# 切片 (数学)
切片（せっぺん、英: intercept）とは、座標平面上の曲線などのグラフと座標軸の交点のことである。
x軸との交点を x切片、y軸との交点を y切片と呼ぶ。x切片の x座標を a、y切片の y座標を b とすると、x軸との交点の座標は (a, 0)、y軸との交点の座標は (0, b) である。a は与えられた関数の根であり、y切片 b は関数の x = 0 における値である。

## 1次関数の場合
特に一次関数においては、この a および b をそれぞれ x切片、y切片と呼ぶ。特に中学数学における一次関数y=ax+bにおいては、bがそのままy切片となるが、単に切片と略すことが多い。

### 切片形の方程式または切片方程式
x切片が a、y切片が b の一次関数の方程式は
{\displaystyle {\frac {x}{a}}+{\frac {y}{b}}=1}
で与えられる。
この方程式は、x = 0 のとき y = b、y = 0 のとき x = a であるから、定義を満足することが分かる。